# She Is Love (Parachute)
She Is Love è un singolo del gruppo musicale statunitense Parachute, pubblicato il 13 maggio 2009 come primo estratto dal primo album in studio Losing Sleep.

## Successo commerciale
Il singolo ottenne successo negli Stati Uniti e in Giappone.